# Al-Zahra al-Jadeeda
Al-Zahra al-Jadeeda là một khu phố của Damascus, Syria. Nó nằm trong đô thị Al-Midan, phía đông của khu phố Al-Midan.